# Вишній Мирошів
Вишній Мирошів (словац. Vyšný Mirošov) — село в Словаччині, Свидницькому окрузі Пряшівського краю. Розташоване в північно-східній частині Словаччини.

## Географія
Протікає річка Мірошовец.

## Історія
Уперше згадується у 1567 році.

## Пам'ятки
У селі є греко-католицька церква святих Кузьми та Дем'яна збудована в 1863 році в стилі неокласицизму після знесення старої дерев'яної церкви. З 1988 року національна культурна пам'ятка.
Крім неї є також православна церква святих Кузьми та Дем'яна з 20 століття.

## Населення
| Рік:            | 1994. | 2004.    | 2014.   | 2024.   |
| --------------- | ----- | -------- | ------- | ------- |
| Кількість осіб: | 533   | 590      | 597     | 572     |
| Різниця:        |       | +10,69 % | +1,18 % | -4,18 % |

| Рік:            | 2023. | 2024.   |
| --------------- | ----- | ------- |
| Кількість осіб: | 573   | 572     |
| Різниця:        |       | -0,17 % |

у селі проживає 583 особи.
Національний склад населення (за даними останнього перепису населення — 2001 року):
- словаки — 46,03 %
- русини — 30,63 %
- цигани — 18,38 %
- українці — 3,97 %

Склад населення за приналежністю до релігії станом на 2001 рік:
- православні — 96,19 %,
- греко-католики — 1,82 %,
- римо-католики — 1,66 %,